# Великий Врх (Блоке)
Великий Врх (словен. Veliki Vrh) — поселення в общині Блоке, Регіон Нотрансько-крашка, Словенія. Висота над рівнем моря: 775 м.